# Église de l'Assomption de Mouthe
Pour les articles homonymes, voir Église de l'Assomption et Assomption.
L’église de l'Assomption de Mouthe est une église du XVIIIe siècle avec clocher à dôme à impériale, située à Mouthe dans le Haut-Doubs en Franche-Comté. Dédiée à l'assomption de Marie, elle est inscrite aux monuments historiques depuis le 16 avril 2009.

## Histoire

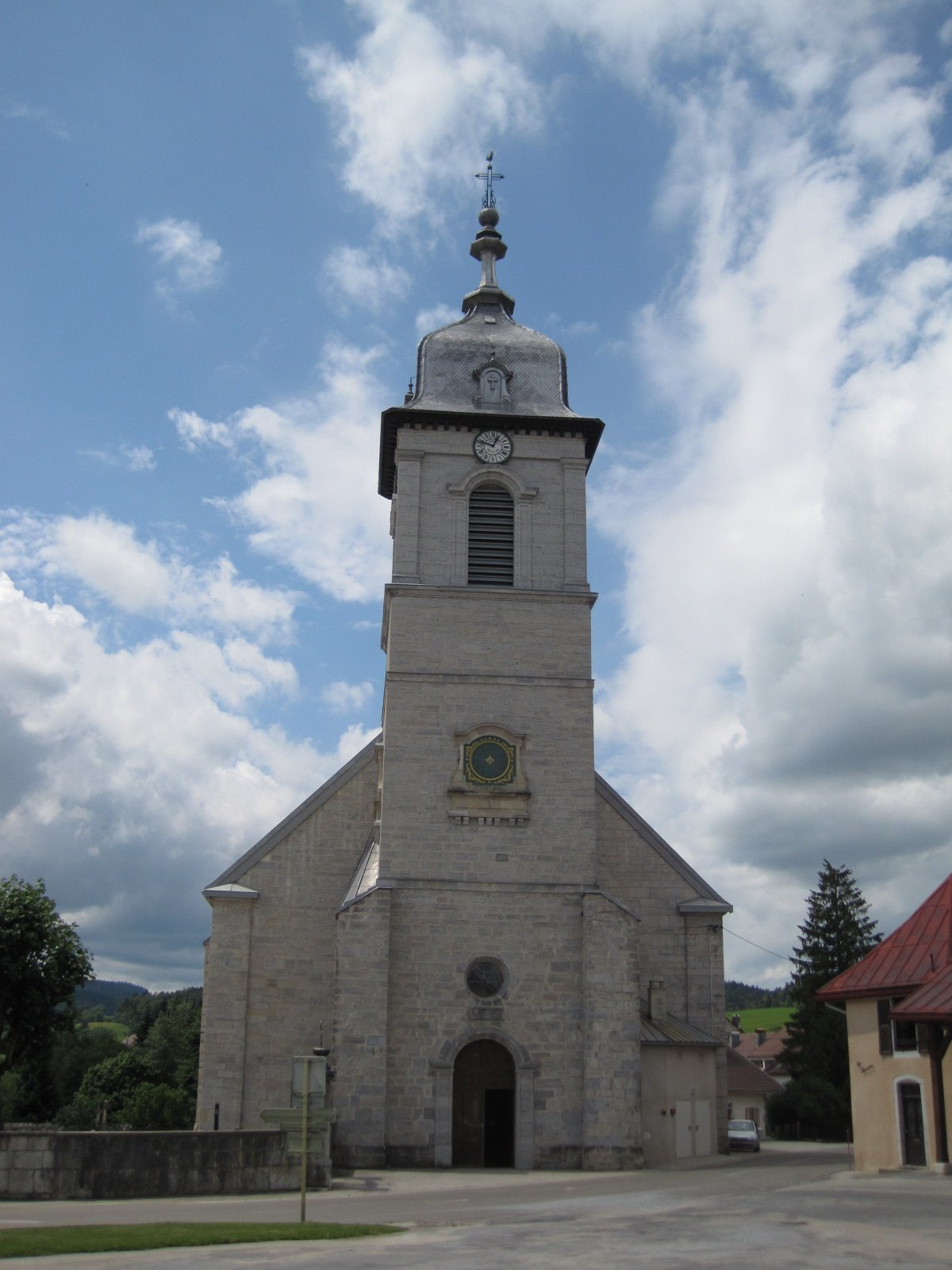
Le clocher

Le prieuré, présent au XIIe siècle se développa en paroisse.
De la première église « quasi tout en bois », l'église primitive fut reconstruite à plusieurs reprises en 1400, 1479, 1639 et 1659.
L'église médiévale est rasée en 1732 et une nouvelle est construite à partir de l'année suivante sur les plans de l'architecte bisontin Jean-Pierre Galezot; L'église ne sera achevée qu'en 1742 à la suite de nombreux problèmes rencontrés par l'entrepreneur,.
Le clocher de l’église a subi deux incendies en 1789 et 1833.
L'église de l'Assomption de Mouthe est inscrite au titre des monuments historiques depuis le 16 avril 2009.

## Rattachement
L'église fait partie de la paroisse de Mouthe (dite paroisse du Mouthe-Lac-Mont d'Or) qui est rattachée au diocèse de Besançon.

## Architecture
L'église présente un clocher-porche surmonté d'un dôme impériale (Dôme galbé franc-comtois). À l'intérieur, la nef est soutenue par des colonnes doriques ainsi que des pilastres. L'abside en cul-de-four abrite le maître-autel.

## Mobilier

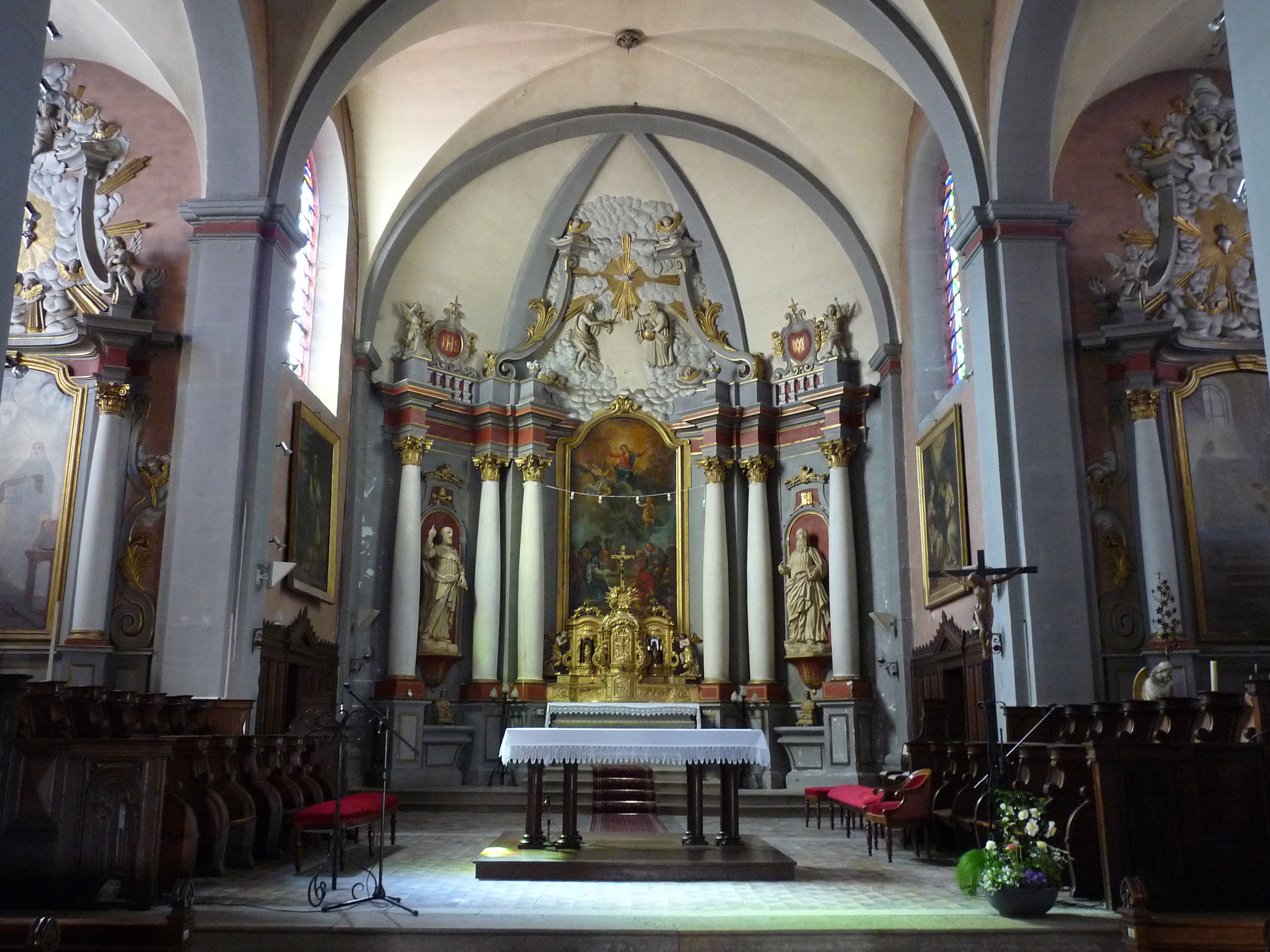
Le maître autel

L'église de l'Assomption possède un mobilier remarquable.
Parmi les plus notables :
- Des stalles en bois taillé datant de 1553, classées comme patrimoine mobilier des monuments historiques depuis le 5 décembre 1908[6]. Elles furent commandées par l'abbé Louis de Vers et proviennent de l'abbaye de Mont-Sainte-Marie. Elles sont ornées sur les côtés de vues d'intérieur en perspective ainsi que de fleurs stylisées[7]
- Le Grand orgue construit par Joseph & Claude-Ignace Callinet en 1838 dont la partie instrumentale est classée comme patrimoine mobilier des monuments historiques depuis le 2 août 1979[8]. Restauré par Jean-François Muno en 1985, l'orgue est composé d'un clavier de 54 notes et d'un pédalier à 18 notes. Les boiseries sont ornées de formes végétales et d'instruments de musiques[9]
- L'ensemble du maître autel construit en 1751 comprenant le maître-autel, le tabernacle, les gradins d'autel, le retable, le tableau d'autel de L'Assomption et les deux statues de saint Pierre et de saint Paul. Cet ensemble est classé comme patrimoine mobilier des monuments historiques depuis le 24 juin 1975[10]

### Images de l'extérieur

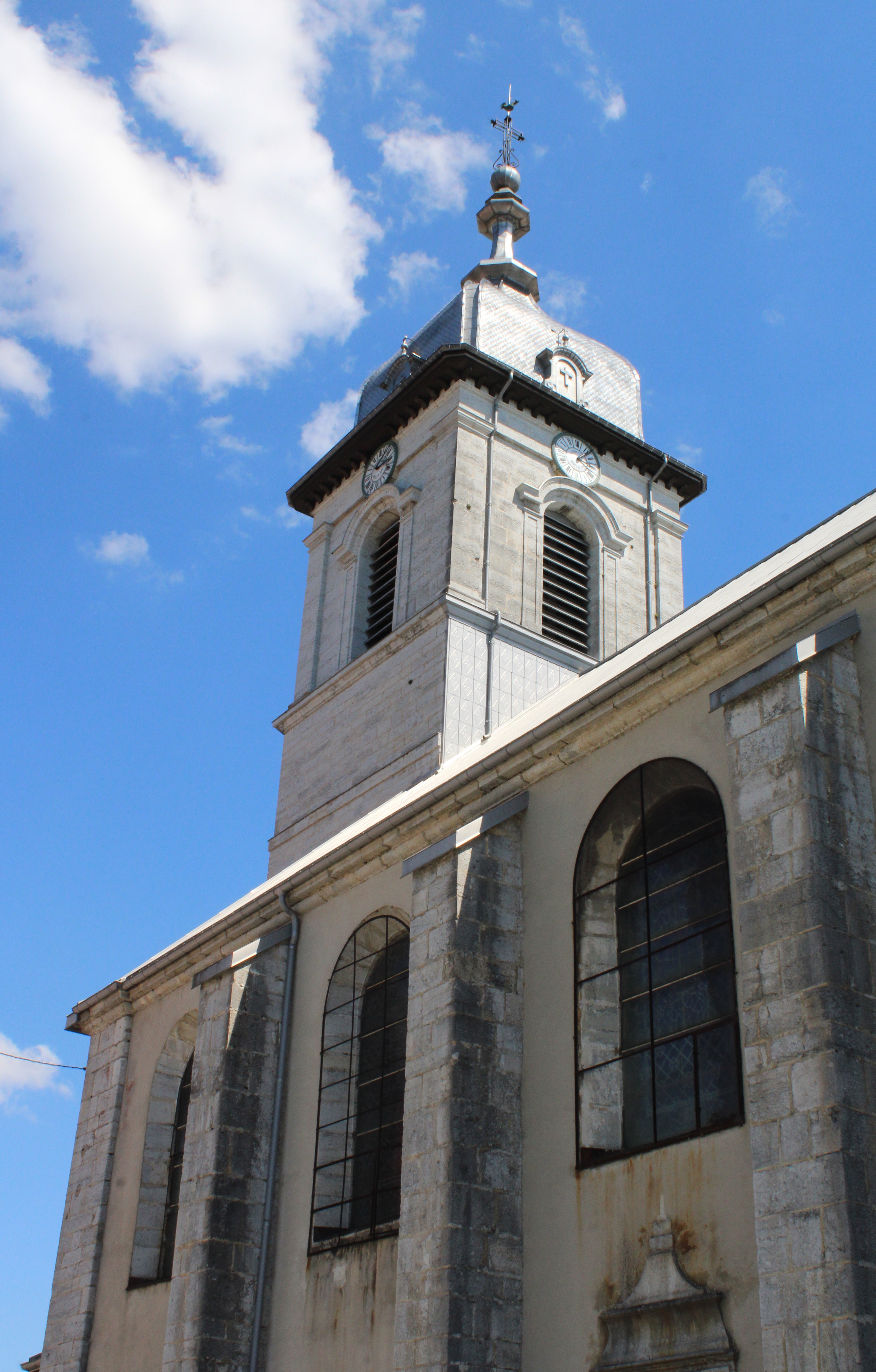
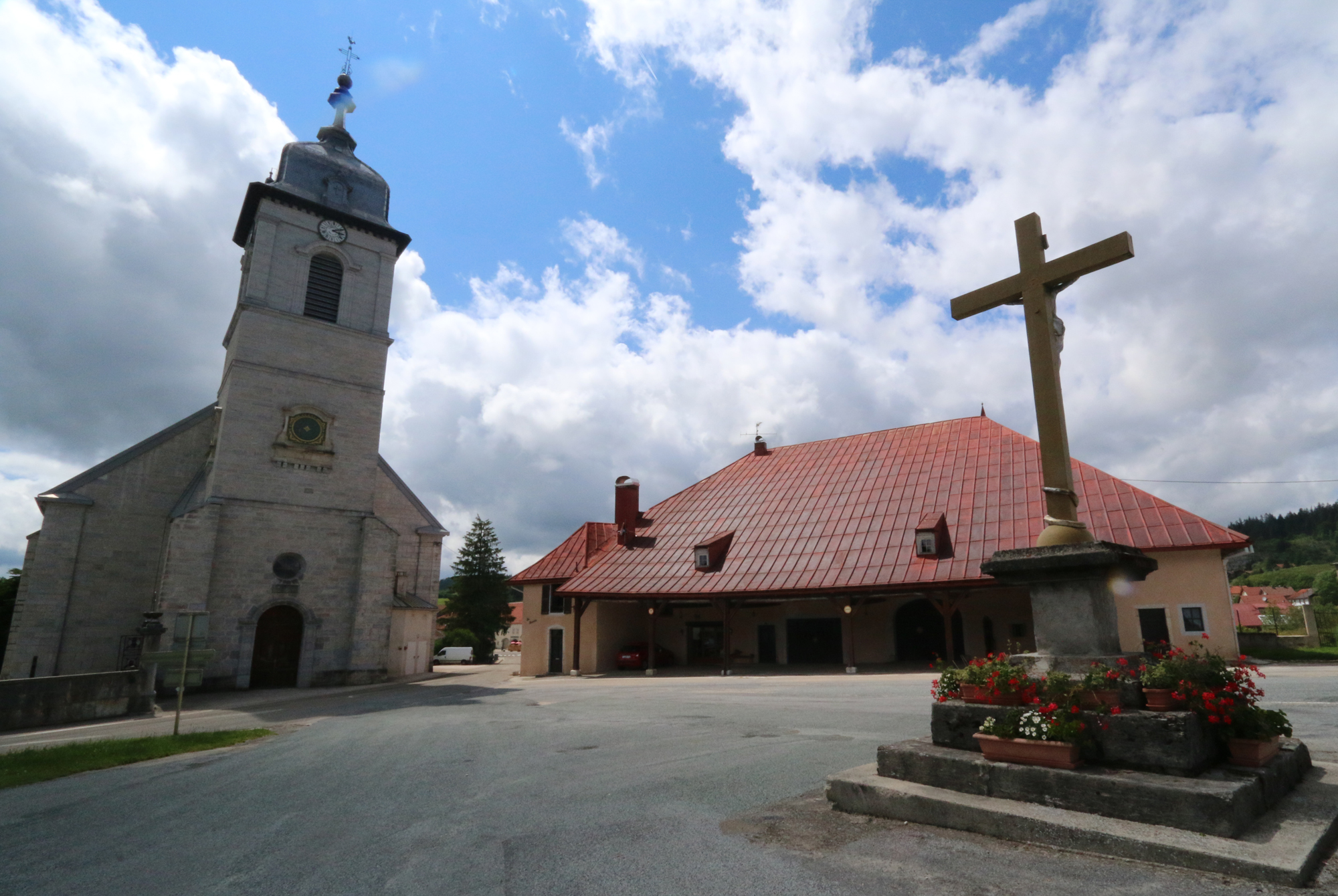
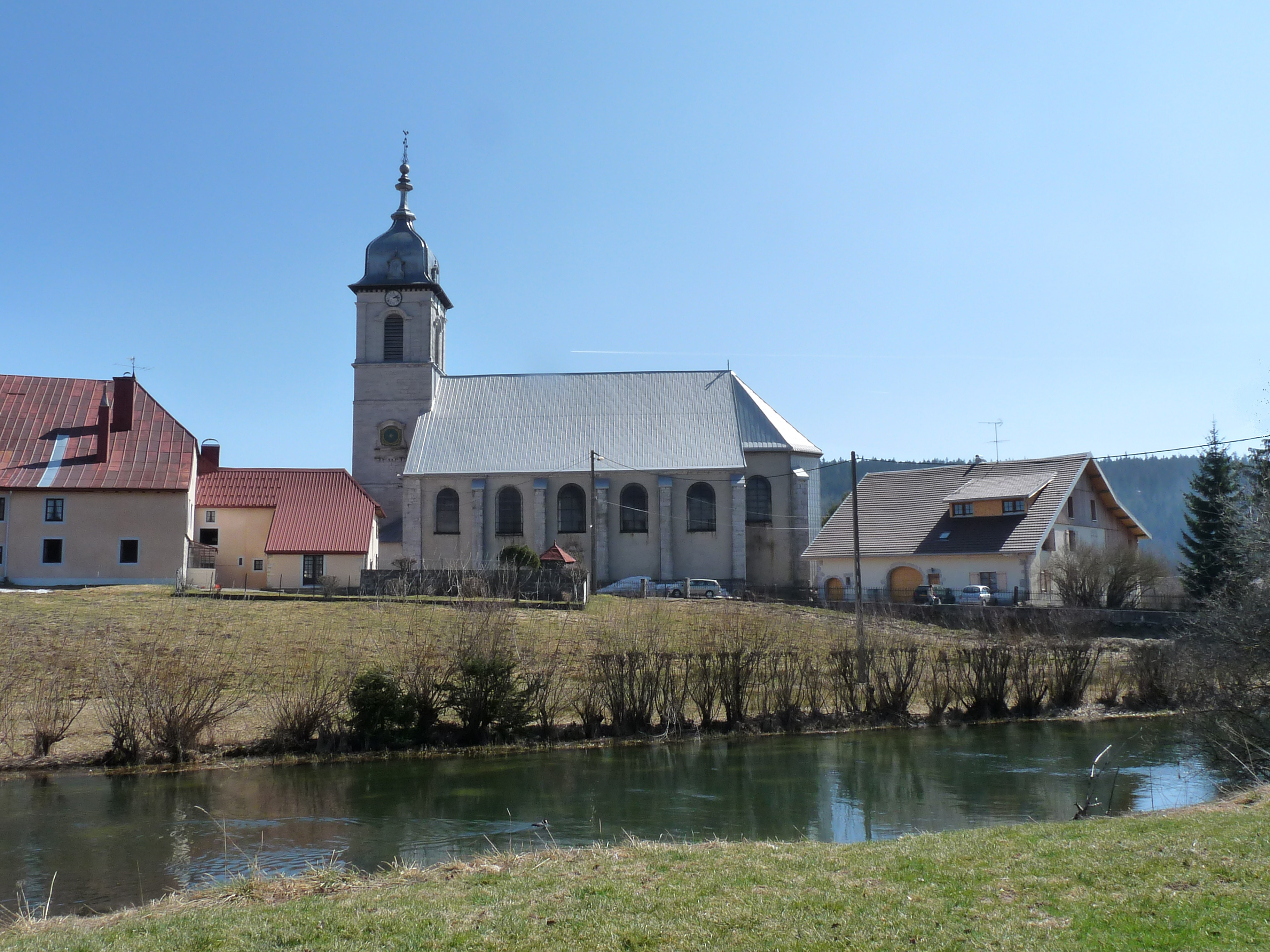
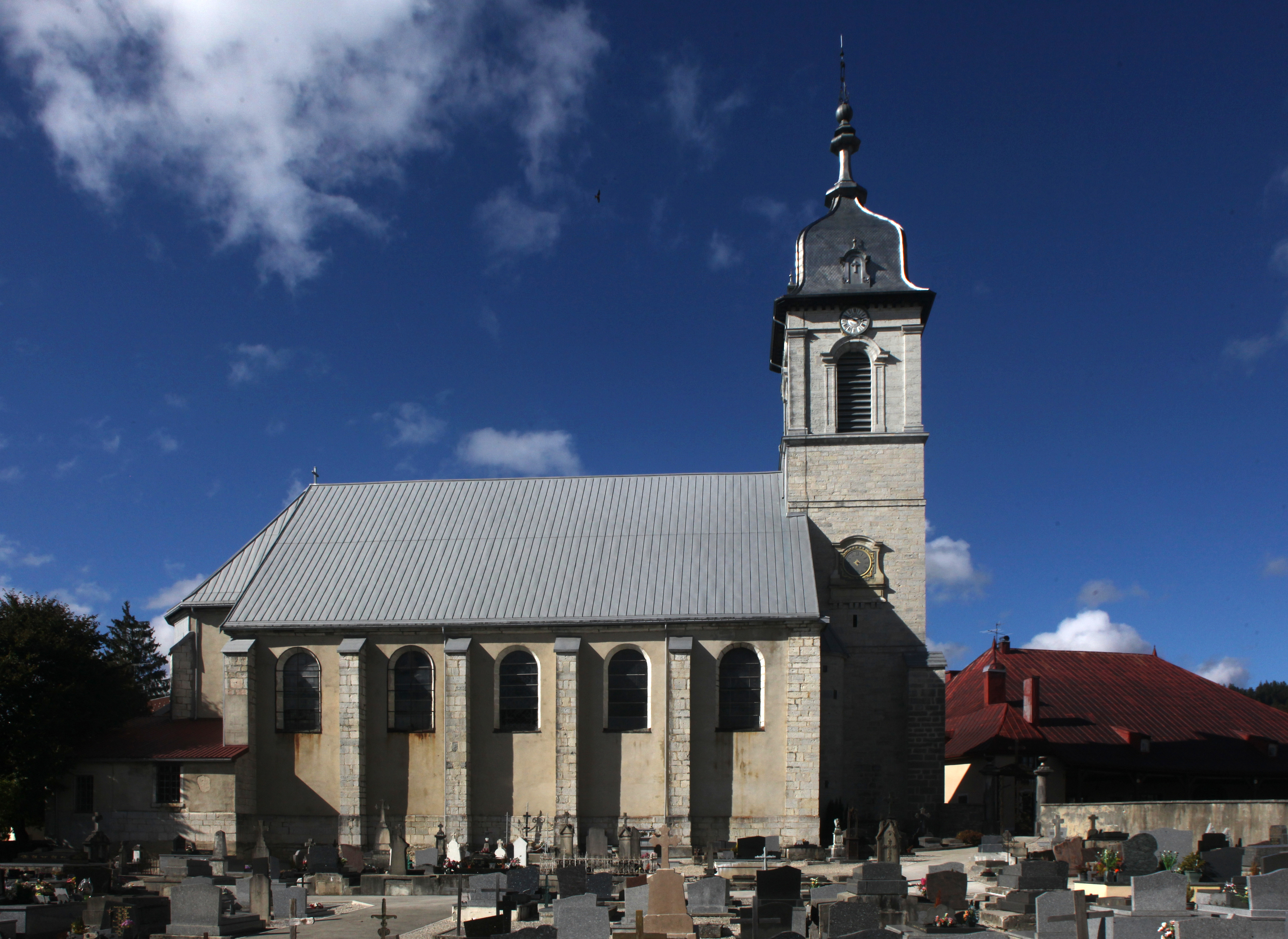

### Images de l'intérieur

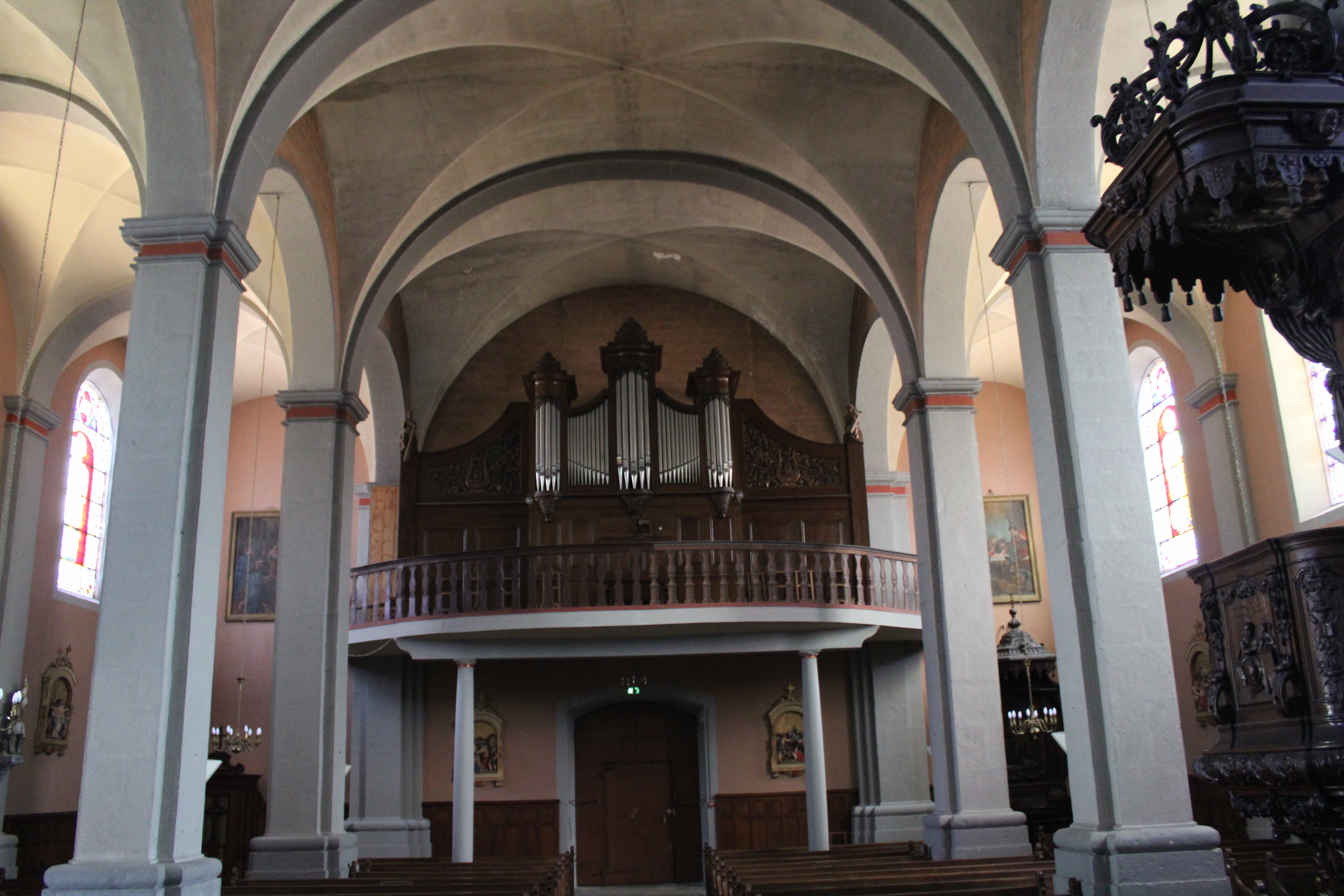
La nef côté porche et l'orgue.
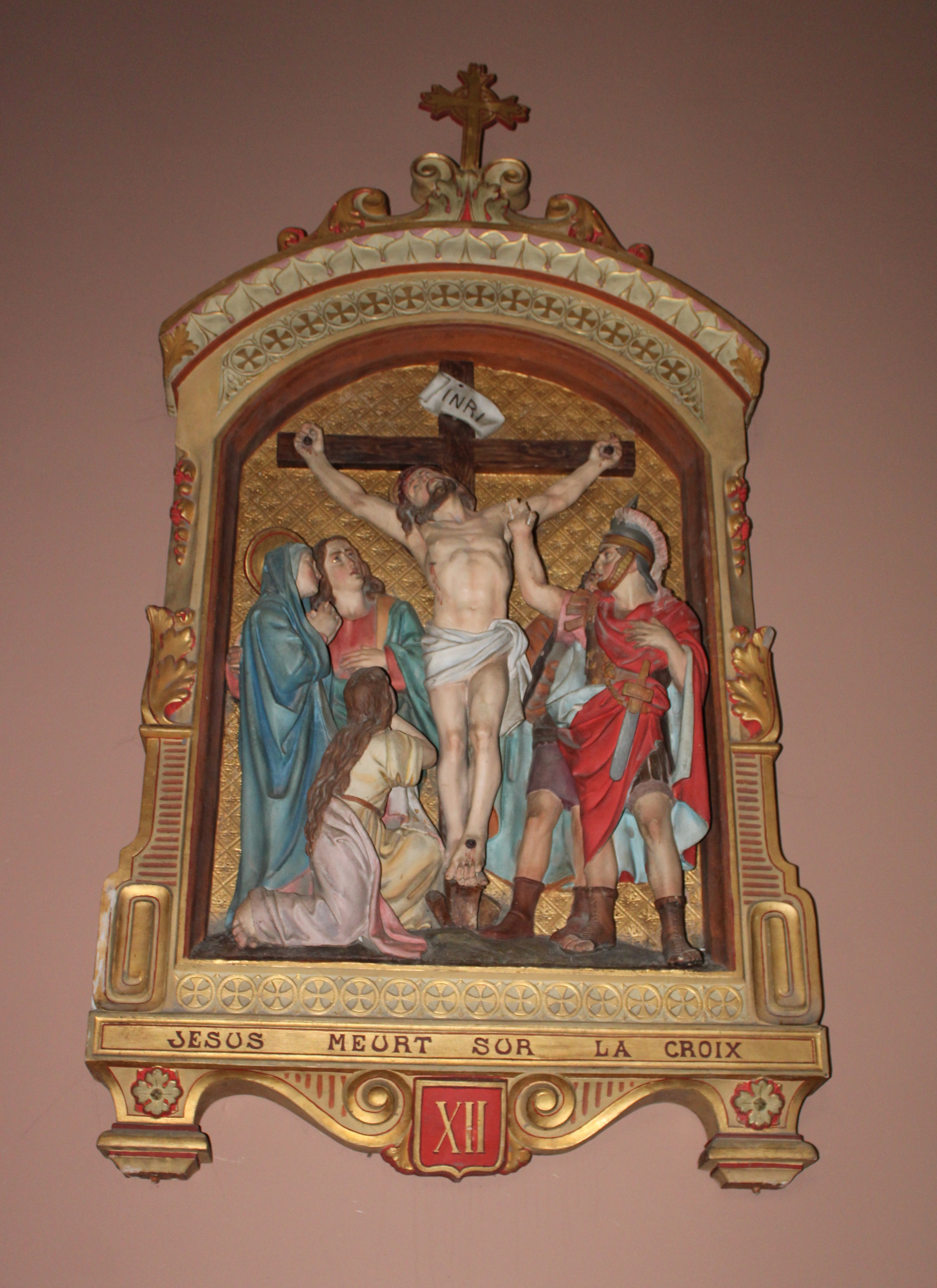
Chemin de croix Station XII.
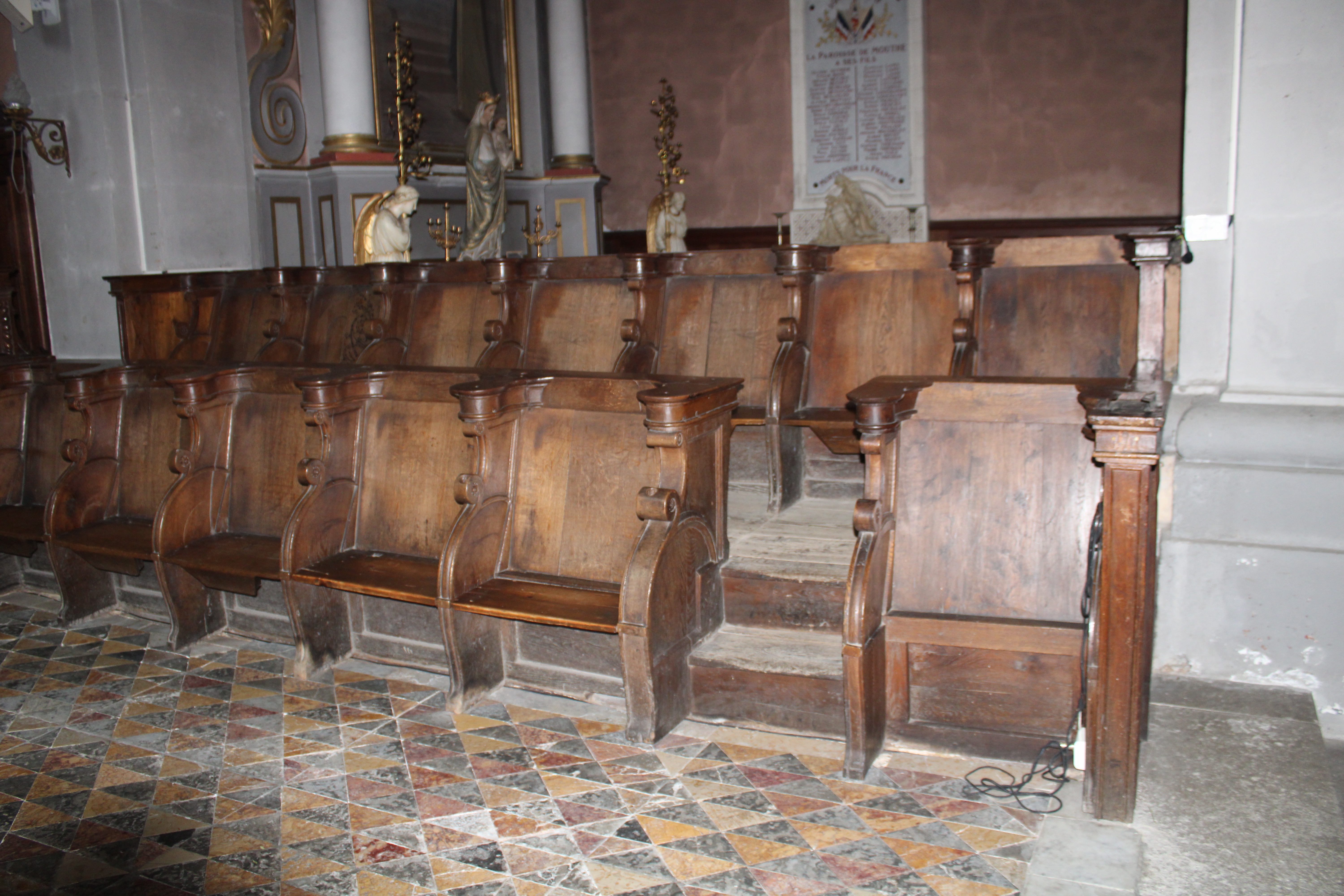
Les stalles.
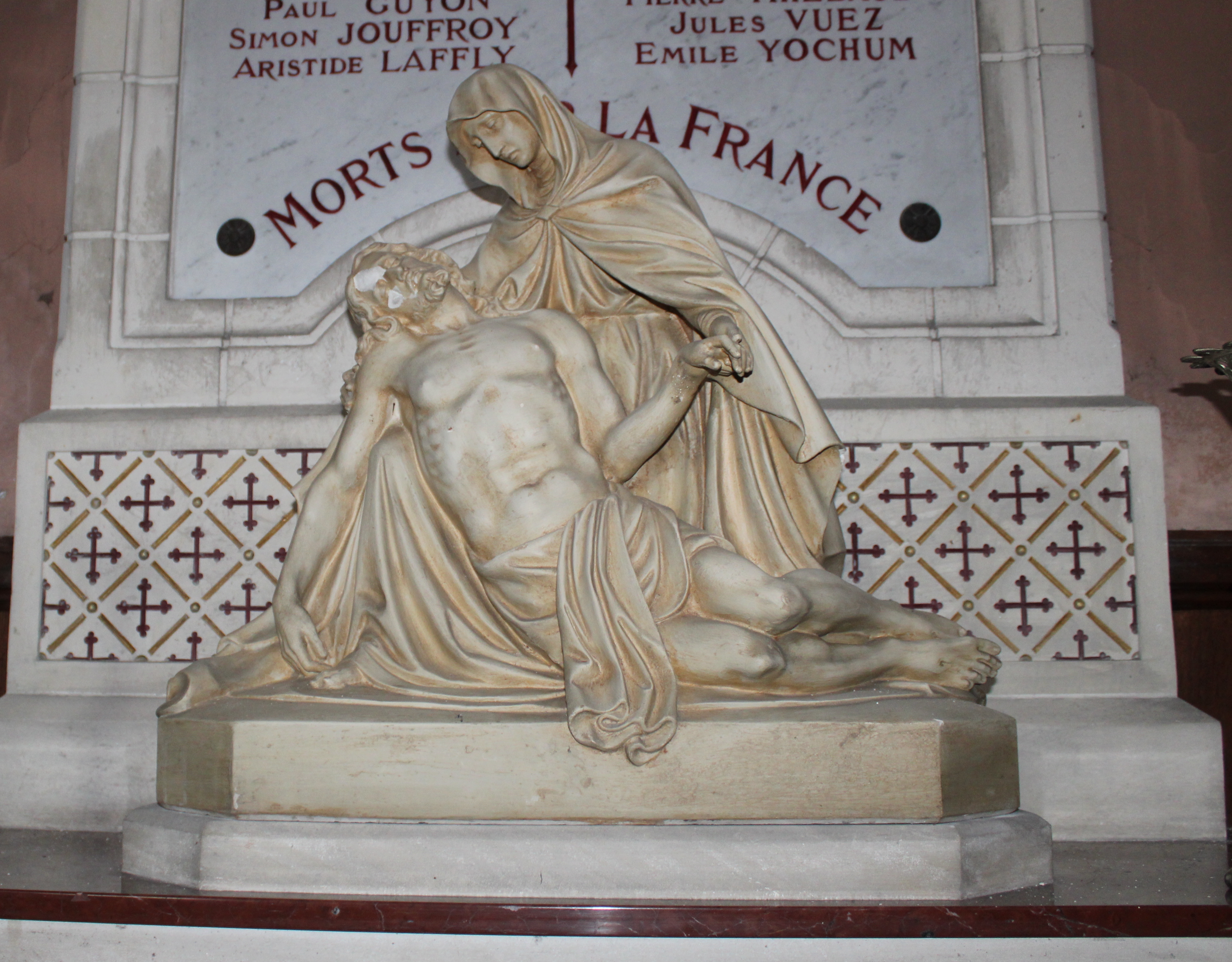
Pietà du monument aux morts.
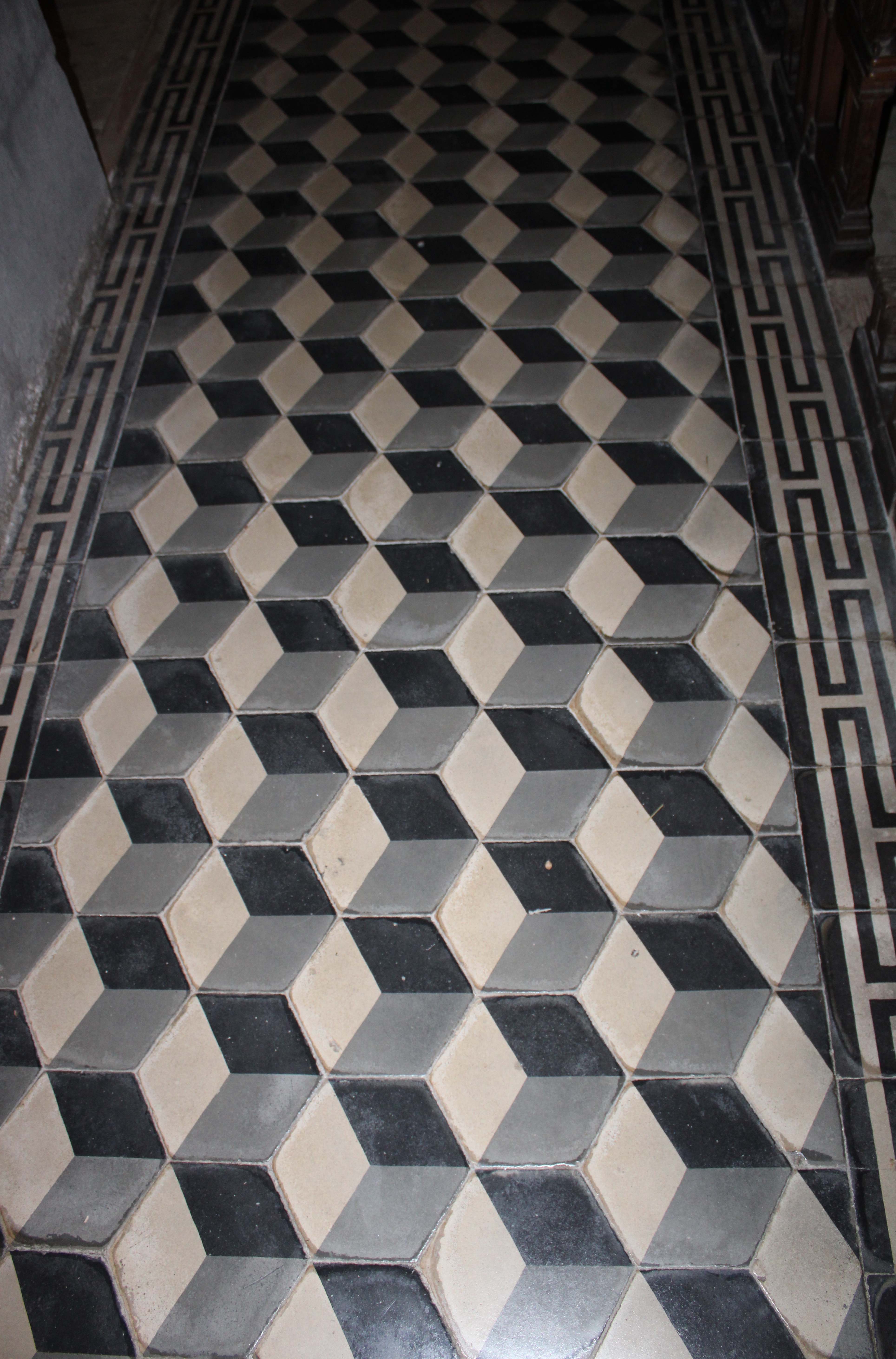
Pavage en trompe-l'oeil.
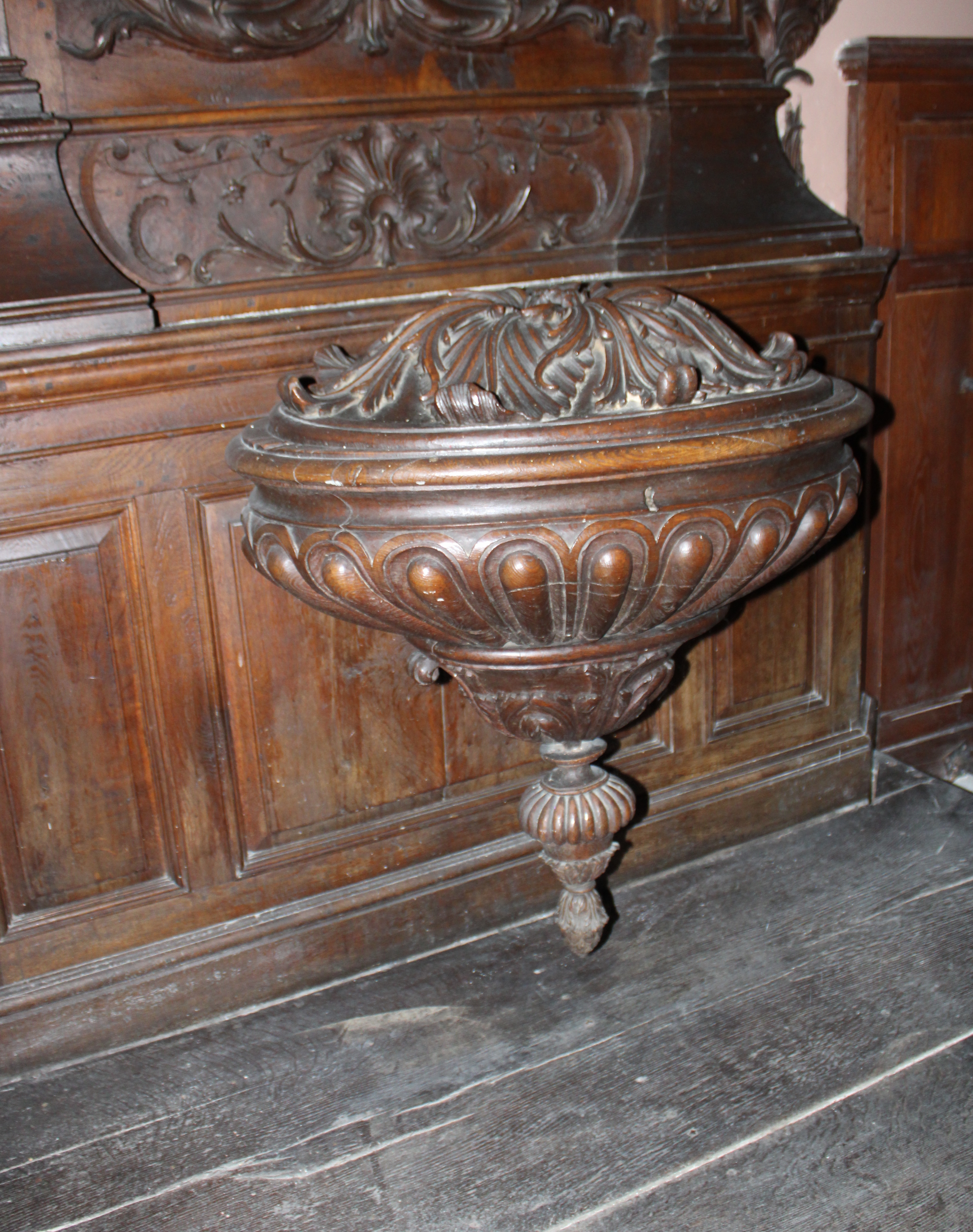
Les fonts baptismaux.